# Königstanne (Wingst)
Die Königstanne im Wingster Wald ist für die Gemeinde Wingst ein bedeutendes Wahrzeichen und hat daher auch Aufnahme in sein Wappen gefunden. Die ursprüngliche Königstanne fiel 1949 einem Sturm zum Opfer. 2006 wurde eine Neue Königstanne gekürt.

## Ursprüngliche Königstanne und ihre Geschichte
Bis zu Beginn des 18. Jahrhunderts hatte der Baumbestand des Wingster Höhenzugs durch Holznutzung, Waldrodung und Beweidung immer mehr abgenommen und Heide sich ausgebreitet. Mitte des 18. Jahrhunderts begann auch durch eine neue Holz- und Jagdordnung aus dem Jahr 1692 initiiert eine erste systematische Aufforstung vorrangig mit Nadelholz, da es vor allem auf Heideflächen einfacher anzubauen und schneller wirtschaftlich nutzbar war.
| \| Ur-Königstanne \|                                             |
| Lage der ursprünglichen Königstanne 53° 44′ 6,8″ N, 9° 4′ 9,6″ O |
| Ur-Königstanne                                                   |

Aus dieser Aufforstung unter anderem mit Weißtannen stammte die ursprüngliche Königstanne. Von 1755 liegt ein Bericht vor, dass „ein halber hannövrischer Morgen mit einem Himpten Weißtannen-Samen besät worden ist“. Aus dieser Anzucht stammt die Königstanne und wurde 1777 gepflanzt. Zu der späteren Bezeichnung der Tanne als Königstanne gibt es zwei Vermutungen. Erstens, weil sie durch ihre auffällige Größe einfach eine Königin unter anderen Tannen war oder zweitens, weil in ihrer Spitze die hannoverische Flagge anlässlich eines Besuchs König Georg V. im Jahr 1862 gehisst wurde.
1929 wurde ganz in der Nähe der Tanne ein Gasthaus errichtet und Gasthaus zur Königstanne genannt. Dieses war bis Ende 2017 mit einer kurzen Unterbrechung für einige Nachkriegsjahre als Entbindungsheim ein beliebtes Ausflugslokal mitten im Wald gelegen mit einem großen Waldspielplatz in unmittelbarer Nähe. 2017 ging sein letzter Besitzer ohne Nachfolger in den Ruhestand.
Am 2. März 1949 fiel die Tanne in einem Sturm. Zu dieser Zeit hatte sie eine Höhe von 45 m erreicht und einen Umfang von 8,5 m. Die Holzmenge wurde auf 35 Festmeter geschätzt. Der Königstanne wurde ein Gedenkstein gestiftet und etwa 100 m westlich an einem Waldweg aufgestellt. Die früheren Waldwege zur Königstanne sind inzwischen überwachsen.

## Neue Königstanne
2006 wurde eine andere Tanne zur Neuen Königstanne gekürt und mit einer entsprechenden Hinweistafel versehen. Sie liegt etwa 600 m südlich der ursprünglichen Königstanne und ist 100 Jahre jünger. Laut Hinweistafel von 2006 hat sie eine Höhe von 38 m und einen Umfang von 3,9 m.

## Ergänzendes Bildmaterial

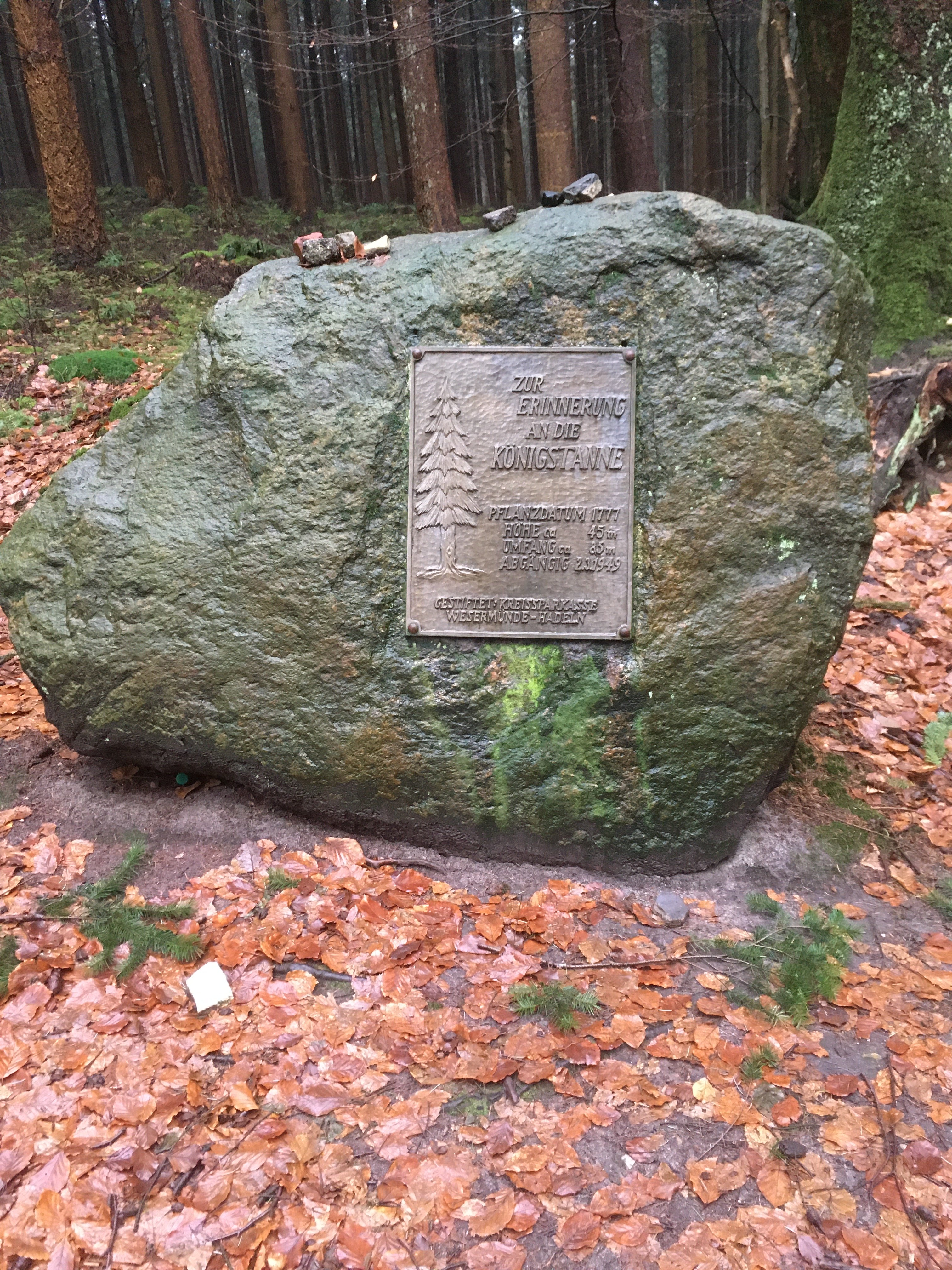
Gedenkstein für die ursprüngliche Königstanne in der Wingst
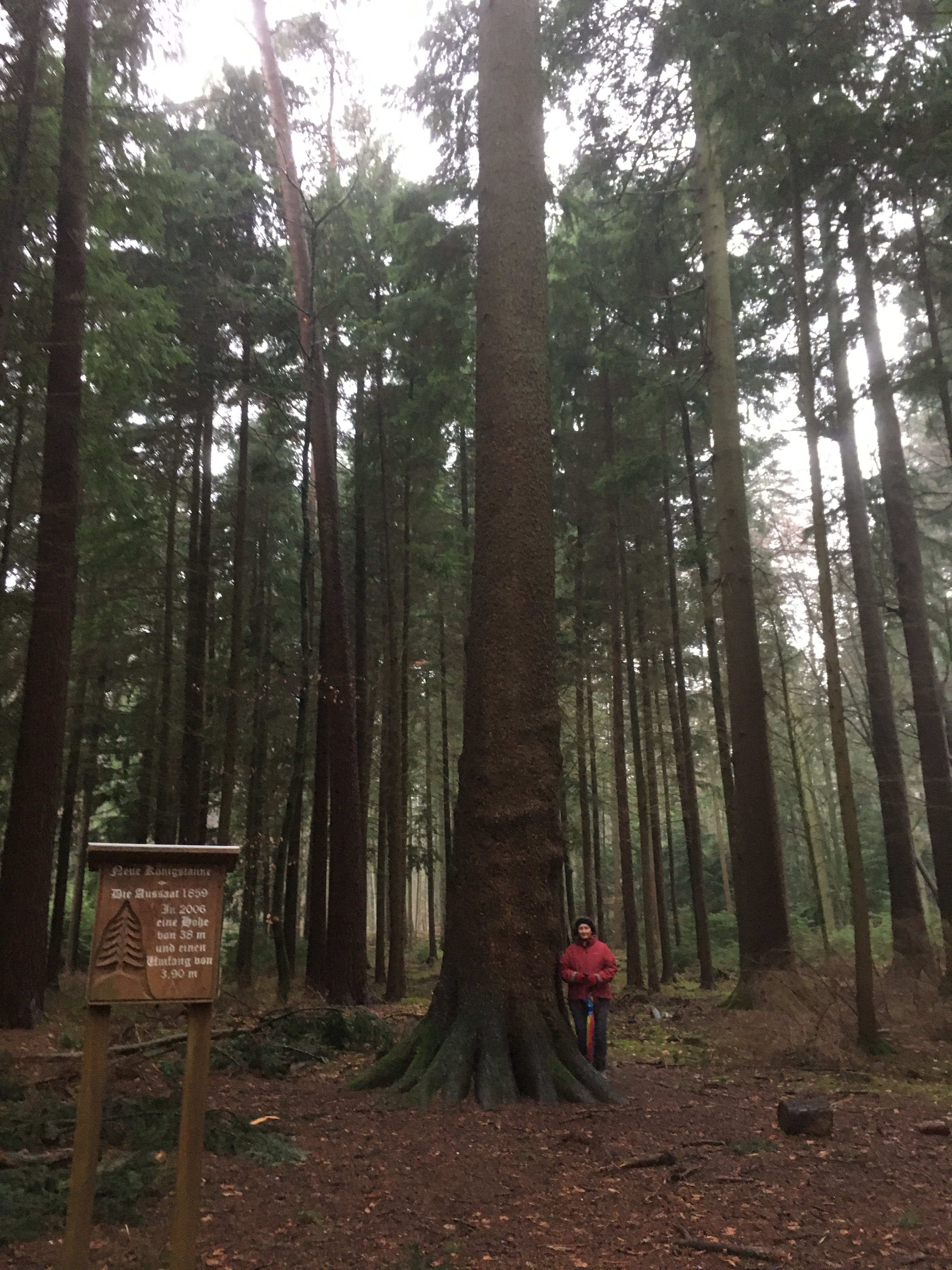
Neue Königstanne im Jahr 2022 mit Informationstafel
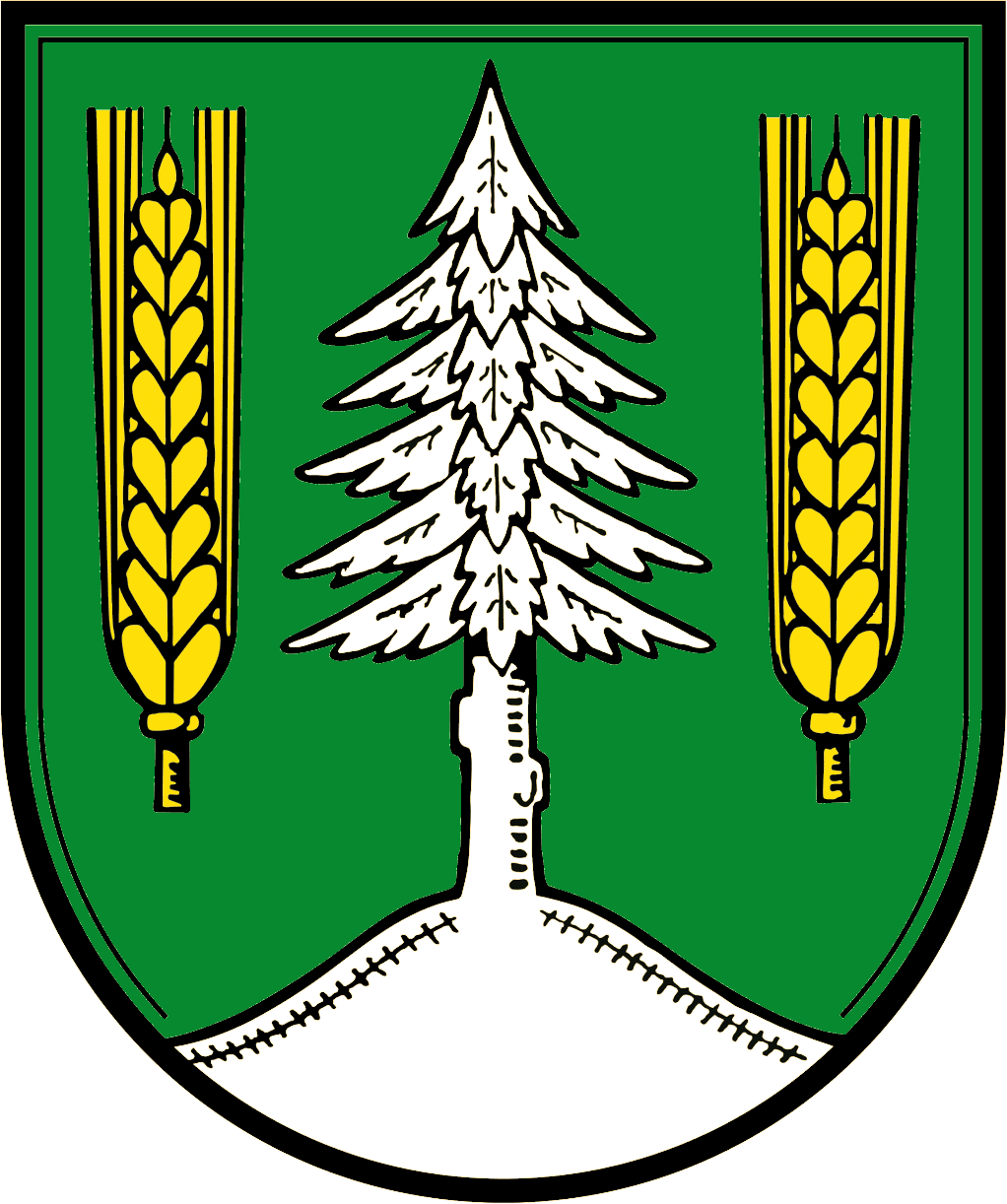
Wappen Wingst mit Königstanne